# Лез-Альбр
Лез-Альбр (фр. Les Albres, окс. Los Aures) — коммуна во Франции, находится в регионе Окситания. Департамент — Аверон. Входит в состав кантона Каденак-Гар. Округ коммуны — Вильфранш-де-Руэрг.
Код INSEE коммуны — 12003.
Коммуна расположена приблизительно в 480 км к югу от Парижа, в 120 км северо-восточнее Тулузы, в 39 км к северо-западу от Родеза.

## Население
Население коммуны на 2008 год составляло 348 человек.
| 1962 | 1968 | 1975 | 1982 | 1990 | 1999 | 2008 |
| ---- | ---- | ---- | ---- | ---- | ---- | ---- |
| 398  | 418  | 418  | 389  | 342  | 330  | 348  |

## Экономика
В 2007 году среди 201 человека в трудоспособном возрасте (15—64 лет) 140 были экономически активными, 61 — неактивными (показатель активности — 69,7 %, в 1999 году было 62,3 %). Из 140 активных работали 133 человека (75 мужчин и 58 женщин), безработных было 7 (1 мужчина и 6 женщин). Среди 61 неактивных 16 человек были учениками или студентами, 26 — пенсионерами, 19 были неактивными по другим причинам.